# Стандардна библиотека
Стандардна библиотека у програмирању је библиотека која је доступна кроз многе имплементације у програмском језику. Ове библиотеке су конвенционално описане у спецификацијама програмског језика; какогод, садржаји библиотеке тог језика такође могу бити одређени (у делу или целини) са више информативних вежби језика заједнице.
Стандардна библиотека језика је често третирана као део јетика њених корисника, иако су их дизајнери можда третирали као посебну јединицу. Многе језичке спецификације дефинишу језгарни скуп који мора бити доступан у свим имплементацијама, као додатак другим деловима која могу бити опционо уграђена. Линија између језика и њених библиотека се зато разликује од језика до језика. Управо, неки језици су дизајнирани тако да значења одређених синтатичких конструкција ни не могу бити описани без навођења на језгро библиотеке. На пример, у Јави, string литерал је дефинисан као инстанца java.lang.String класе; слично, у Smalltalk-у, анонимни израз функције ("блок") конструише инстанцу класе библиотеке BlockContext. С друге стране, Scheme садржи вишеструке кохерентне подскупове који конструишу остатак језика као макрои библиотеке, и тако дизајнери језика се ни не труде да кажу који делови језика морају бити уграђени као језичке конструкције, и који морају бити уграђени као делови библиотеке.